# Джетан
Джетан (Jetan), также известный как Марсианские шахматы — вариант шахмат с неясными правилами. Был создан Э. Р. Берроузом как игра, распространённая на Барсуме, его вымышленной версии Марса. Игра появилась в «Марсианских шахматах», пятой книге из серии Барсума. Ее правила описаны в главе 2 и в приложении к книге.

## Описание игры

### Доска и фигуры
Джетан играется на черно-оранжевой клетчатой доске 10*10 клеток, с оранжевыми фигурами на «северной» стороне и чёрными на «южной».

Доска и начальная позиция для джетана

У каждого игрока имеются следующие фигуры: один вождь, одна принцесса, два лётчика, два двара (dwar, капитан), два падвара (padwar, лейтенант), два воина; два тоата (thoat, конный воин) и восемь пантанов (panthan, наемники). Вождь, принцесса, лётчики, двары, падвары и воины располагаются в ближайшем к игроку ряду: вождь стоит в центре слева, принцесса — в центре справа, лётчики, двары, падвары и воины — по флангам от центра к краям доски. В следующем ряду стоят тоаты (по флангам) и пантаны.
В интернете встречаются разнообразные варианты игры. Единственный авторитет по джетану — это Эдгар Райс Берроуз, его окончательный вариант правил представлен в приложении к «Марсианским шахматам».

### Ходы
Пантаны ходят на одну клетку вперед, вперед по диагонали и вбок. Другие фигуры ходят на две или три клетки. В процессе хода они могут изменить направление своего движения на каждой клетке, если направление их движения для данной фигуры разрешено. Каждая фигура должна пройти полное количество клеток, указанное для ее шага. Никакая фигура не может пересекать за время хода одну и ту же клетку дважды. Принцесса и лётчик (Odwar) могут перепрыгнуть через фигуру, который препятствует их ходу.
Взятие происходит, если ход заканчивается на клетке, занятой вражеской фигурой; принцесса не может делать взятия.
Фигуры ходят следующим образом:
- Вождь: три шага в любом направлении или комбинации направлений.[1]

Это эквивалентно трём ходам шахматного короля, за исключением того, что он не может вернуться, и может брать только на третьем шаге.
- Принцесса: три шага в любом направлении или комбинации направлений; может перепрыгивать через другие фигуры, но не может их брать.

За время игры она может сделать один «побег» на десять клеток, прыгнув на любую незанятую клетку на доске.
- Лётчик: три шага по диагонали, может перепрыгивать через другие фигуры.

В старой версии джетана Берроуз называл эти фигуры odwar.
- Двар: три шага по горизонтали или вертикали[1].
- Падвар: два шага по диагонали в любом направлении или их комбинации.

| X |   | X |   | X |
|   | . |   | . |   |
| X |   | O |   | X |
|   | . |   | . |   |
| X |   | X |   | X |
Если это необходимо, фигуры соперника в клетке [.] могут блокировать падвара (из клетки [О] он не может попасть в клетки [х] в этом направлении). Иначе падвар может взять фигуру в клетке [.]. Предположительно, за ход он может осуществить только одно взятие.
- Воин: делает два шага в любом направлении или по диагонали.[2]
- Тоат: два шага, один из которых по прямой линии, а второй по диагонали; «2 клетки, одная прямая и одна диагональная в любом направлении»).
- Пантан: один шаг в любом направлении, кроме как назад или по диагонали назад[3].

### Конец игры
В описании Берроуза джетан выигрывается либо когда вождь берёт вражеского вождя, либо когда любая фигура берет принцессу. Партия заканчивается вничью, если у каждого игрока осталось три или меньше фигур равной ценности и она не заканчивается в ближайшие десять ходов, или если вождя взяла любая другая фигура, кроме вождя.
Эти правила приводят к слишком большому количеству ничьих на вкус большинства игроков, поэтому для решения этой проблемы было предложено большое количество других вариантов, простейшим из которых был тот, в котором вождь, взятый другой фигурой, просто убирается с доски, и игра продолжается.

## Джетан в романах Берроуза
Согласно Марсианским шахматам, джетан изображал древнюю войну между жёлтой и чёрной расами на Барсуме. Это объясняет, почему оранжевые фигуры выстраиваются на «северной» стороне, а чёрные — на «южной»: это соответствует расселению жёлтой и чёрной рас в полярных областях Барсума.
Вторая половина романа «Марсианские шахматы» происходит в городе Манатор, где одним из самых популярных событий в жизни горожан является битва людей насмерть на доске для джетана в натуральную величину, за которой наблюдают сотни зрителей. «Доска» достаточно велика для того, чтобы некоторые фигуры садились на тоатов, но при этом умещались внутрь одной «клетки». Однако этот вариант битвы насмерть отходит от правил джетана в одном очень существенном аспекте: когда одна фигура попадает на клетку, занятую другой, она не меняет её автоматически. Две фигуры начинают сражаться насмерть на мечах, и победитель захватывает клетку. Единственным исключением является принцесса: если другая фигура попадает на занятую ею клетку, битвы не происходит, и вторая сторона выигрывает игру.

## Подобные игры в других художественных произведениях
Джетан Берроуза, возможно, вдохновил авторов более поздних книг в жанре планетарной фантастики на придумывание подобных внеземных версий шахмат с живыми людьми. Среди игр из таких оммажей:
- Лин Картер, Ренегат Каллисто, VIII том из серии Каллисто — Darza
- Кеннет Балмер, A Life for Kregen, XIX 19-го тома из серии Dray Prescot — Jikaida
- Джон Норман — игра Каисса многократно упоминается, хотя ни разу не описывается полностью, в его серии Гор
- С. М. Стирлинг, In the Courts of the Crimson Kings, собственный роман про альтернативную историю Марса, написанный под влиянием Берроуза, — игра Atanj, также не полностью описанная